# Józef Krudowski
Józef Krudowski (ur. 18 stycznia 1881 w Mławie, zm. 7 sierpnia 1943 w Auschwitz-Birkenau) – polski kompozytor, dyrygent, pedagog muzyczny.  Uczestnik Olimpijskiego Konkursu Sztuki i Literatury w 1932 roku. 

## Życiorys
Brat Jana, Mariana i Stefana Krudowskich. Na początku XX wieku był dyrygentem chóru akademickiego Uniwersytetu Jagiellońskiego. Komponował utwory chóralne, pieśni i marsze, m.in. pieśń „Rusałka” na chór a cappella nagrodzoną w konkursie kompozytorskim zorganizowanym przez czasopismo „Śpiewak” w 1912 roku, a także „Kantatę Bochniaków” do tekstu Edmunda Biedera, hymn Stowarzyszenia Bochniaków i Miłośników Ziemi Bocheńskiej. Po odzyskaniu przez Polskę niepodległości był kapelmistrzem 4 Kujawskiego Pułku Artylerii Lekkiej w Inowrocławiu. Uczył geografii, muzyki i śpiewu w Gimnazjum im. Tadeusza Reytana w Warszawie, był dyrygentem orkiestry szkolnej, która pod jego przewodnictwem występowała w Polskim Radiu w programach z bajkami dla dzieci. W 1932 roku reprezentował Polskę w Olimpijskim Konkursie Sztuki i Literatury podczas Letnich Igrzysk Olimpijskich w Los Angeles. W okresie okupacji niemieckiej uczestniczył w tajnym nauczaniu. Zginął zamordowany w obozie koncentracyjnym Auschwitz-Birkenau.